# Tim Densham
Tim Densham (ur. 31 marca 1955 w Warwick) – główny projektant Renault F1.
Przed przejściem do Renault pracował w zespole Lotus, Brabham, Tyrrell i Honda.
Pracował m.in. nad mistrzowskimi bolidami Renault R25 i R26.
4 lipca 2011 roku odszedł z zespołu Lotus Renault GP.